# Óscar Cristi
Óscar Cristi Gallo (29 giugno 1916 – 25 marzo 1965) è stato un cavaliere cileno.

## Palmarès

### Olimpiadi
- 2 medaglie:
  - 2 argenti (Helsinki 1952 nel salto individuale; Helsinki 1952 nel salto a squadre)

### Giochi panamericani
- 2 medaglie:
  - 2 bronzi (Città del Messico 1955 nel salto a squadre; Chicago 1959 nel salto a squadre)